# Microthyrium eucalypti
Microthyrium eucalypti är en svampart som beskrevs av Henn. 1901. Microthyrium eucalypti ingår i släktet Microthyrium och familjen Microthyriaceae.   Inga underarter finns listade i Catalogue of Life.